# Alberto Delgado
Alberto Delgado – piłkarz urugwajski, pomocnik.
Jako piłkarz klubu Rampla Juniors wziął udział w turnieju Copa América 1941, gdzie Urugwaj został wicemistrzem Ameryki Południowej. Delgado zagrał tylko część meczu z Ekwadorem - w 59 minucie zmienił go Carlos Martínez.